# Conclave de 1669–1670
El conclave de 1669-1670 (20 de desembre - 29 d'abril) es va convocar a la mort del papa Climent IX i va acabar amb l'elecció d'Emilio Altieri com el papa Climent X. Les eleccions van ser deferides al Col·legi de Cardenals a Lluís XIV de França, i s'alliberà els cardenals lleials a Espanya per votar d'acord amb la seva consciència. Eventualment, l'ancià Altieri va ser elegit amb el suport de les faccions més importants del Col·legi.
Abans de la votació, els favorits per al papat eren tres: el cardenal Rospigliosi, que era el nebot del Papa, que va estar al voltant de 30-33 vots a favor, de manera que només li calien 7 vots per ser elegit Papa. Després hi havia el cardenal Giovanni Nicola Conti, que va ser recolzada per 22 vots i el cardenal Cerri que va rebre 23 vots.
Al conclave, després de vint-i-dos escrutinis, cap dels tres favorits encara havia triomfat. Llavors els cardenals van acordar recórrer a un compromís, que va resultar en l'elecció d'un cardenal d'edat avançada. L'elecció va recaure sobre Emilio Bonaventura Altieri, que tenia 79 anys i 9 mesos. La seva llarga vida sempre havia estat al servei fidel de l'Església. Climent IX l'havia creat cardenal alguns dies abans de la seva mort, el novembre de 1669.
El nou pontífex va assumir el nom de Climent X, en memòria del seu predecessor. L'elecció va ser anunciada pel cardenal protodiaca Francesco Maidalchini.

## Antecedents
Climent IX havia creat principalment cardenals italians al Col·legi, només nomenant un cardenal francès i un espanyol quan necessitava la seva ajuda per combatre una invasió de l'Imperi Otomà a Creta. Va crear cardenals els seus amics, amb set dels dotze que va crear venint de la seva Toscana natal. Climent no se sentia obligat a nomenar un cardenal alemany perquè l'emperador del Sacre Imperi Romanogermànic havia demanat la seva assistència a Hongria. A pocs dies de la seva mort, Climent IX va crear set cardenals addicionals, que van portar el nombre de potencials electors fins al màxim de setanta.
Durant el seu pontificat, Climent va intentar diplomàticament portar les nacions d'Europa occidental a la defensa de Creta. Els otomans planejaven avançar cap a la capital veneciana de Candia. Intervingué en la Guerra de Devolució i va ajudar a negociar una pau, que va augmentar la probabilitat que Espanya i França ajudessin a Creta. Els francesos inicialment van enviar una petita força per ajudar a Creta el 1668, abans d'augmentar el compromís de la seva tropa en 1669. Això va afectar el resultat de l'avanç otomà i 
van capturar Candia al setembre de 1669.
Dins del Col·legi de Cardenals s'havia desenvolupat una facció de cardenals que no era fidel a cap de les monarquies catòliques; se'ls va batejar com l'esquadró Volant i va créixer durant el conclave de 1655. El nom va ser donat pel seu suport als candidats que creien que tenien present el millor interès pel papat, en lloc de candidats recolzats per monarques seculars. Cristina, reina de Suècia, que havia abdicat del tron suec i s'havia traslladat a Roma abans de convertir-se al catolicisme, va servir com a partidari secular del grup i es va convertir en particularment propera a Decio Azzolino.

## Composició del Col·legi Cardenalici a la mort del Papa Innocenci IX
En el moment de la mort Climent IX (9 de desembre), el Col·legi cardenalici estava format per 70 purpurats. 58 d'ells arribaren a temps per a l'obertura del Conclave (20 de desembre)
El conclave no va arribar al ple en diverses ocasions a causa de l'absència d'alguns cardenals que causaven malaltia. La llista inclou: Antonio Barberini, Federico Sforza, Virginio Orsini, Celio Piccolomini, Lorenzo Imperiali, Giambattista Espasa, Marcello Santacroce, Lazzaro Pallavicino, Niccolò Albergati-Ludovisi, Buonaccorso Buonaccorsi i Marzio Ginetti.
França va presentar el veto a Benedetto Odescalchi; no obstant això, el candidat francès no va guanyar: de fet, l'elecció d'Emilio Altieri va ser aclamada pel grup espanyol com un èxit.

### Presents al conclave des del primer dia
1. Francesco Barberini
2. Marzio Ginetti
3. Antonio Barberini (no participa en els primers escrutinis per malaltia)
4. Francesco Maria Brancaccio
5. Ulderico Carpegna
6. Giulio Gabrielli
7. Virginio Orsini (absent entre el 24 i el 27 de gener)
8. Rinaldo d'Este
9. Cesare Facchinetti
10. Carlo Rossetti
11. Niccolò Albergati-Ludovisi
12. Federico Sforza (no participa en els primers escrutinis per malaltia)
13. Benedetto Odescalchi
14. Alderano Cibo
15. Lorenzo Raggi
16. Luigi Omodei
17. Pietro Vito Ottoboni
18. Marcello Santacroce
19. Lorenzo Imperiali (absent entre el 7 al 30 de gener)
20. Giambattista Spada
21. Francesco Albizzi
22. Ottavio Acquaviva d'Aragona
23. Carlo Pio di Savoia
24. Carlo Gualterio
25. Flavio Chigi
26. Girolamo Buonvisi
27. Antonio Bichi
28. Pietro Vidoni
29. Girolamo Boncompagni
30. Celio Piccolomini (absent del 28 de gener al 23 de febrer)
31. Carlo Bonelli
32. Carlo Carafa della Spina
33. Neri Corsini
34. Paluzzo Paluzzi Altieri Degli Albertoni
35. Cesare Maria Antonio Rasponi
36. Giannicolò Conti
37. Giacomo Filippo Nini
38. Carlo Roberti
39. Giulio Spinola
40. Vitaliano Visconti
41. Giovanni Delfino
42. Giacomo Rospigliosi
43. Francesco Nerli
44. Emilio Bonaventura Altieri elegit papa amb el nom de Climent X
45. Carlo Cerri
46. Lazzaro Pallavicino
47. Giovanni Bona
48. Francesco Maidalchini
49. Carlo Barberini
50. Decio Azzolini
51. Giacomo Franzoni
52. Francesco Maria Mancini
53. Angelo Celsi
54. Paolo Savelli
55. Leopoldo de' Medici
56. Sigismondo Chigi
57. Nicolò Acciaiuoli
58. Buonaccorso Buonaccorsi

### Arribaren a Roma durant el conclave
1. Friedrich von Hessen-Darmstadt (21 de desembre de 1669)
2. Innico Caracciolo (22 de desembre)
3. Giberto Borromeo (26 de desembre)
4. Scipione Pannocchieschi d'Elci (28 de desembre)
5. Alfonso Michele Litta (30 de desembre)
6. Jean-François-Paul de Gondi de Retz (18 de gener de 1670)
7. Emanuele-Teodosio de la Tour d'Auvergne de Bouillon (20 de gener de)
8. Luis Manuel Fernández de Portocarrero-Bocanegra y Moscoso-Osorio (23 d'abril)

### Arribats a Roma després de l'elecció
- Girolamo Grimaldi-Cavalleroni
- Gregorio Giovanni Gasparo Barbarigo
- Pasqual d'Aragó-Cardona-Córdoba i Fernández de Córdoba
- Luigi Guglielmo I Moncada

### Metge del Conclave
- Cesare Macchiati[9]

## El conclave
Els cardenals van retardar el conclave fins que va arribar l'ambaixador de Lluís XIV de França i els cardenals francesos, la qual cosa va demostrar la influència que França tenia al Sacre Col·legi en aquell moment. Quan es va inaugurar el 21 de desembre de 1669, estaven presents cinquanta-quatre dels setanta membres, i van arribar dotze cardenals addicionals a mesura que avançava el conclave. Les faccions es van trencar de manera relativament equitativa entre els cardenals lleials a Espanya i França, amb cada país controlant-ne vuit. La influència de Jacopo Rospigliosi, nebot del Papa mort, en el conclave va ser relativament feble, ja que Climent IX només havia creat vuit cardenals, mentre que Flavio Chigi liderava vint-i-quatre cardenals creats per Alexandre VII.
El Col·legi de Cardinals en aquella època no tenia cap cardenal que es destacava com el frontrista obvi, i el nombre de papabili era més gran que en la majoria dels conclaves. Els comptes de fonts contemporànies incloïen fins a 21 cardenals que es consideraven que podien ser elegits Papa.
Pietro Vidoni va comptar amb el suport de membres de l'Esquadró Volador, així com de Cristina de Suècia i el seu aliat Azzolino. A més, no va ser oposat per ni França ni Espanya. Francesco Barberini, el degà del Col·legi de Cardenals, es va oposar a Vidoni perquè abans no s'havia preguntat sobre la seva candidatura.
Charles d'Albert d'Ailly, l'ambaixador francès al conclave, va arribar el 16 de gener de 1670. Va anunciar el 10 de febrer que Luis XIV havia vetat el candidat de Chigi al papat, Scipione Pannocchieschi d'Elci. L'exclusió va causar molta vergonya a Elci, i es va tornar malalt i va morir poc després que s'anunciés el veto francès. Després de l'exclusió d'Elci, hi va haver confusió entre els cardenals sobre els quals havien d'elegir, perquè cap dels candidats existents tenia la possibilitat numèrica de ser elegit papa.
Els cardenals van intentar tornar a triar a Vidoni, però Chigi se li va oposar per culpa de la ira contra els francesos per excloure d'Elci. Els cardenals espanyols també van treballar contra Vidoni, implicant en un moment que Mariana d'Àustria, la reina regent d'Espanya, havia exclòs la candidatura de Vidoni. A continuació, els espanyols van intentar triar a Benedetto Odescalchi, però D'Ailly va declarar que ningú no podia ser elegit a menys que degués lleialtat a Lluís XIV. Els espanyols aviat van enviar una carta que els seus cardenals podien votar lliurement per a qui fos. La carta va ser enviada per missatger i anunciava que Mariana d'Àustria no havia exclòs ni a Vidoni ni a cap membre del col·legi.

### L'elecció de Climent X
A la fi d'abril, totes les faccions excepte l'Escuadrón Volador havien desaparegut, i els cardenals havien acordat triar a Emilio Altieri. El 29 d'abril de 1670 Altieri va rebre tres vots a l'escrutini del matí, que eren els mateixos que havia rebut de forma consistent des de l'inici del conclave. A l'escrutini de la tarda, va rebre vint-i-un vots, i va ser poc després aclamat Papa per un addicional de trenta-cinc cardenals. Això va portar el seu total a cinquanta-sis del total possible de cinquanta-nou electors. Altieri era vell i tenia mala salut, i es va resistir a la seva pròpia elecció fins al punt que va haver de ser arrossegat fora de la seva habitació per dos cardenals per ser aclamat. La seva elecció va tenir lloc a les 3 de la tarda, però es va resistir a ser elegit durant una hora. Va prendre el nom de Climent en honor de Climent IX, que l'havia creat cardenal. Amb 79 anys, Altieri és la persona més anciana que ha estat elegida papa.